# Лампон
Лампон (др.-греч. Λάμπων) — знаменитый прорицатель и «толкователь божественного права» Древней Греции V века до н. э. Принадлежал к близкому кругу друзей Перикла. В 446 году до н. э. Лампона отправили в Италию для организации религиозной жизни в новой колонии Фурии. О влиянии Лампона свидетельствуют его частые упоминания в древних аттических комедиях.

## Биография
Лампон был знаменитым прорицателем, жрецом и «толкователем божественного права» в Древних Афинах. О влиятельности Лампона свидетельствует право пожизненного обеда в пританее. В здании заседали члены государственного совета Пятисот. Лампон получил право беспрепятственного доступа в один из высших органов власти Древних Афин в качестве толкователя божественных законов, который должен не допускать принятия нечестивых решений. Прорицатель принадлежал к близкому кругу Перикла, что можно трактовать в двух контекстах. Либо Перикл был не чужд суеверий, либо использовал авторитет знаменитого прорицателя для влияния на народные массы. Плутарх пересказывает историю, которая передаёт противоположность двух мировоззрений — старых верований Лампона и научного подхода философа Анаксагора среди окружения Перикла. Когда тому принесли голову барана с одним рогом посередине, то Лампон увидел в этом свидетельство скорой победы Перикла над политическим оппонентом Фукидидом, сыном Мелесия. Анаксагор же смог объяснить уродство естественными явлениями. Правда, вскоре Фукидида изгнали, что увеличило авторитет Лампона.
Согласно Диодору Сицилийскому, Лампон наряду с Ксенокритом в 446 году до н. э. был ойкистом города Фурии. Прорицателя отправили в Италию для организации религиозной жизни в городе. Ему также надлежало выбрать место для колонии исходя из каких-то предсказаний и оракулов. Основание этой колонии было частью экспанионистской и антидельфийской политики Перикла. Поэтому указание в античных источниках на то, что колонистами руководил человек из «ближнего круга» Перикла, принимается большинством историков. Среди переселенцев в Фурии были и другие близкие к Периклу люди, такие как историк Геродот, софист Протагор и архитектор Гипподам из Милета.
Лампон не остался в Фуриях, а вернулся в Афины. В 421 году до н. э. он входил в состав афинского посольства, которое отправили в Спарту для заключения так называемого «Никиева мира». При перечислении афинян, которые приносили клятвы и заключали мирный договор, Фукидид ставит на первое место Лампона. Его участие в посольстве свидетельствует о большом значении, которое придавали религиозным аспектам при заключении договоров. Возможно, Лампон давал предсказания перед началом Сицилийской экспедиции в 415 году до н. э.
Некоторые биографические данные о Лампоне содержатся в эпиграфических источниках. Остракон с надписью «Эсхреон, сын Лампона» предполагает вопрос об идентичности этого Лампона с прорицателем из ближнего круга Перикла. Сохранилась надпись с принятым по предложению Лампона декретом Народного собрания конца V века до н. э. В нём говорится, что архонт-басилевс должен определить границы теменоса Пиларгика. В его пределах было запрещено воздвигать алтари без соответствующих постановлений совета Пятисот и Народного собрания. Также с участка было запрещено выносить какие-либо предметы, в том числе камни и землю, являвшиеся священной собственностью божества. Нарушение запрета расценивалось как нечестивый поступок, что предполагало судебное разбирательство по обвинению в нечестии. Также Лампон инициировал проведение дополнительных пожертвований Дельфийскому оракулу и храму в Элевсине.

## В литературе
О влиянии Лампона свидетельствует его частое высмеивание в древних аттических комедиях. Согласно Афинею комедиографы, среди которых он выделяет Каллия с пьесой «Скованные», Лисиппа с «Вакханками» и Кратина с «Беглянками», высмеивали прорицателя за чревоугодие. Сама комедия «Беглянки» датируется 444—443 годами до н. э. и посвящена основанию Фурий. Афиней приводит два фрагмента из сочинения Кратина: «Лампона, кого не мог / Декрет удержать ни один от пира дружеского,» и «Отрыгивает опять, / Ведь жадно он жрет всё, что есть; за султанку стал бы драться». Лампона также упоминает в комедии «Птицы» Аристофан. Его шутка связана с игрой слов.
Разговор Перикла с Лампоном приводит Аристотель в «Риторике» в качестве примера одного из трёх случаев, когда в речи уместно прибегать к вопросу. По мнению Аристотеля, если два утверждения противоречат одно другому, то грамотно поставленный вопрос позволяет показать их нелепость:
Перикл спросил Лампона о посвящении в таинства «Спасительницы» [Деметры]. Тот ответил, что об этом невозможно слышать непосвящённому. «А сам ты знаешь об этом?» — спросил Перикл и, получив утвердительный ответ, [сказал]: «Как же [ты узнал], когда не был посвящён?»
Также Лампон фигурирует в качестве второстепенного персонажа в современных, посвящённых Периклу, художественных произведениях. Среди них можно выделить романы «Аспазия» Р. Гамерлинга, «Человек из Афин» Г. Д. Гулиа и др.

### Античные источники
- Аристотель. Риторика. — АСТ, 2017. — 352 с. — (Вся мудрость мира). — ISBN 978-5-17-102258-7.
- Аристофан. Комедии. В 2-х томах / Комментарии В. Н. Ярхо. — М.: Искусство, 1983. — Т. 2. — 520 с. — (Античная драматургия. Греция).
- Афиней. Пир мудрецов / Пер. Н. Т. Голинкевича. Комм. М. Г. Витковской, А. А. Григорьевой, Е. С. Иванюк, О. Л. Левинской, Б. М. Никольского, И. В. Рыбаковой. Отв. ред. М. Л. Гаспаров. — М.: Наука, 2003. — 656 с. — (Литературные памятники). — ISBN 5-02-011816-8.
- Демосфен. Речи Демосфена в 3-х томах / Перевод с греческого В.Г. Боруховича, М.Н. Ботвинника, А.И. Зайцева, В.В. Вальченко, Л.М. Глускиной, А.Я. Тыжова, И.А. Шишовой. Ответственные редакторы: Е.С. Голубцова, Л.П. Маринович, Э.Д. Фролов.. — М.: Издательство РАН, 1994. — Т. 1. — 605 с. — (Памятники исторической мысли). — ISBN 5-88451-08-X.
- Диодор Сицилийский. Историческая библиотека / Перевод, статья, комментарии и указатель О. П. Цыбенко.. — М.: Лабиринт, 2000. — (Античное наследие).
- Плутарх. Сравнительные жизнеописания в двух томах / Перевод С. П. Маркиша, обработка перевода для настоящего переиздания — С. С. Аверинцева, переработка комментария — М. Л. Гаспарова.. — второе. — М.: Наука, 1994.
- Фукидид. История. — М.: АСТ, Ладомир, 1999. — 736 с. — ISBN 5-86218-359-0.

### Современные исследования
- Бузескул В. П. История афинской демократии / Вступ. ст. Э. Д. Фролова; науч. редакция текста Э. Д. Фролова, Μ. М. Холода. — СПб.: ИЦ «Гуманитарная Академия», 2003. — 480 с. — (Studia Classica). — ISBN 5-93762-021-6.
- Владимирская О. Ю. Колония Фурии: панэллинство или инструмент афинской экспансии? // Научный диалог: вопросы философии, социологии, истории, политологии. Сборник научных трудов по материалам IV международной научной конференции : Сборник научных трудов по материалам IV международной научной конференции. — Самара: ЦНК МНИФ «Общественная наука», 2017. — С. 33—35. — doi:10.18411/spc-01-02-2017-06.
- Гутан О. А. «Беглянки» Кратина // Язык и стиль античных писателей / ответственный редактор доц. А. И. Доватур. — Издательство Ленинградского университета, 1966. — С. 72—81.
- Зайцев А. И. Перикл и его преемники (к вопросу о приёмах политического руководства в древности) // Политические деятели Античности, Средневековья и Нового времени. Индивидуальные и социально-типические черты. Межвузовский сборник. — Л.: Издательство Ленинградского университета, 1983. — С. 23—28. — 9000 экз.
- Кембриджская история древнего мира / Под редакцией Д.-М. Льюиса, Дж. Бордмэна, Дж.-К. Дэвиса, М. Оствальда. — М.: Ладомир, 2014. — Т. V. Пятый век до нашей эры. — ISBN 978-5-86218-519-5.
- Лурье С. Я. История Греции / Составитель, автор вступительной статьи Э. Д. Фролов. — СПб.: Издательство С.-Петербургского ун-та, 1993. — 658 с. — 800 экз. — ISBN 5-288-00645-8.
- Никитюк Е. В. Аттические надписи как источник для изучения асебии // Мавродинские чтения 2018. Материалы Всероссийской научной конференции, посвященной 110-летию со дня рождения профессора Владимира Васильевича Мавродина  / Под редакцией А.Ю. Дворниченко. — СПб.: ООО «Нестор-История», 2018. — С. 42—45.
- Суриков И. Е. Перикл и Алкмеониды // Вестник древней истории. — 1997. — Вып. 223, № 4. — С. 14—35.
- Суриков И. Е. Остракизм в Афинах / Маринович Л. П.. — М.: Языки славянских культур, 2006. — 640 с. — 800 экз. — ISBN 5-9551-0136-5.
- Хаммонд Н. История Древней Греции / Пер. с англ. Л.А. Игоревского. — М.: Центрполиграф, 2008. — ISBN 978-5-9524-3490-5.
- Flower M. A. The Seer in Ancient Greece (англ.). — Berkeley; Los Angeles; London: University of California Press, 2008. — ISBN 978-0-520-25229-5.
- Obst E. Lampon 3 // Paulys Realencyclopädie der classischen Altertumswissenschaft :  [нем.] / Georg Wissowa. — Stuttgart : J. B. Metzler’sche Verlagsbuchhandlung, 1924. — Bd. XII, 1. — Kol. 580—581.